# Эгтвед

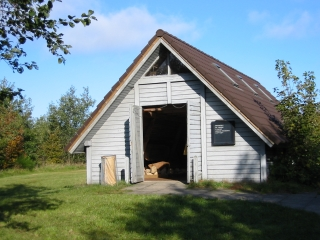
Музей девушки из Эгтведа

Эгтвед (дат. Egtved) — город в Дании.

## География
Город Эгтвед расположен на полуострове Ютландия, в коммуне Вайле. До коммунальной реформы 2007 года город был административным центром отдельной коммуны Эгтвед (численность населения которой составляла 15.300 человек, а площадь - 324,63 км²). Большая часть её ныне входит в коммуну Вайлё, меньшая — в коммуну Кольдинг. Расстояние до городов Вайле и Кольдинг составляет по 20 километров. Ранее Эгтвед и Кольдинг связывало железнодорожное сообщение, однако в 1930 году эта ветка была закрыта.
Эгтвед лежит на холмистой равнине, на которой ещё сохранились следы прошедшего здесь ледника в последний ледниковый период.

## История и достопримечательности
Близ города Эгтвед было археологами изучено богатое захоронение эпохи бронзового века — так называемый курган девушки из Эгтведа, находящийся в 3 километрах к северо-западу от Эгтведа. Захоронение было обнаружено случайно в 1921 году, когда местный крестьянин попытался срыть курган. В настоящее время захоронение полностью реконструировано.
В городе сохранилась романская церковь 1170 года постройки. Невдалеке от Эгтведа находится Нюберг Молле — старинная водяная мельница.